# Hospital Gentofte
El Hospital Gentofte  (en danés: Gentofte Hospital; más formalmente Hospital Gentofte de la Universidad de Copenhague) está situado en Gentofte en Copenhague, en Dinamarca. Administrativamente, forma parte del servicio hospitalario de la Región Hovedstaden. El hospital atiende principalmente a los municipios de Gentofte, Lyngby-Taarbæk y Rudersdal, con una población de alrededor de 175.000 personas. El hospital fue inaugurado en 1927. Como uno de los hospitales universitarios de la Universidad de Copenhague, el Hospital Gentofte tiene diversas investigaciones publicadas e instalaciones para la capacitación. Dos departamentos médicos cubren áreas como la gastroenterología, endocrinología, reumatología, medicina geriátrica y rehabilitación de accidentes cerebrovasculares.